# Elisabeth Irwin

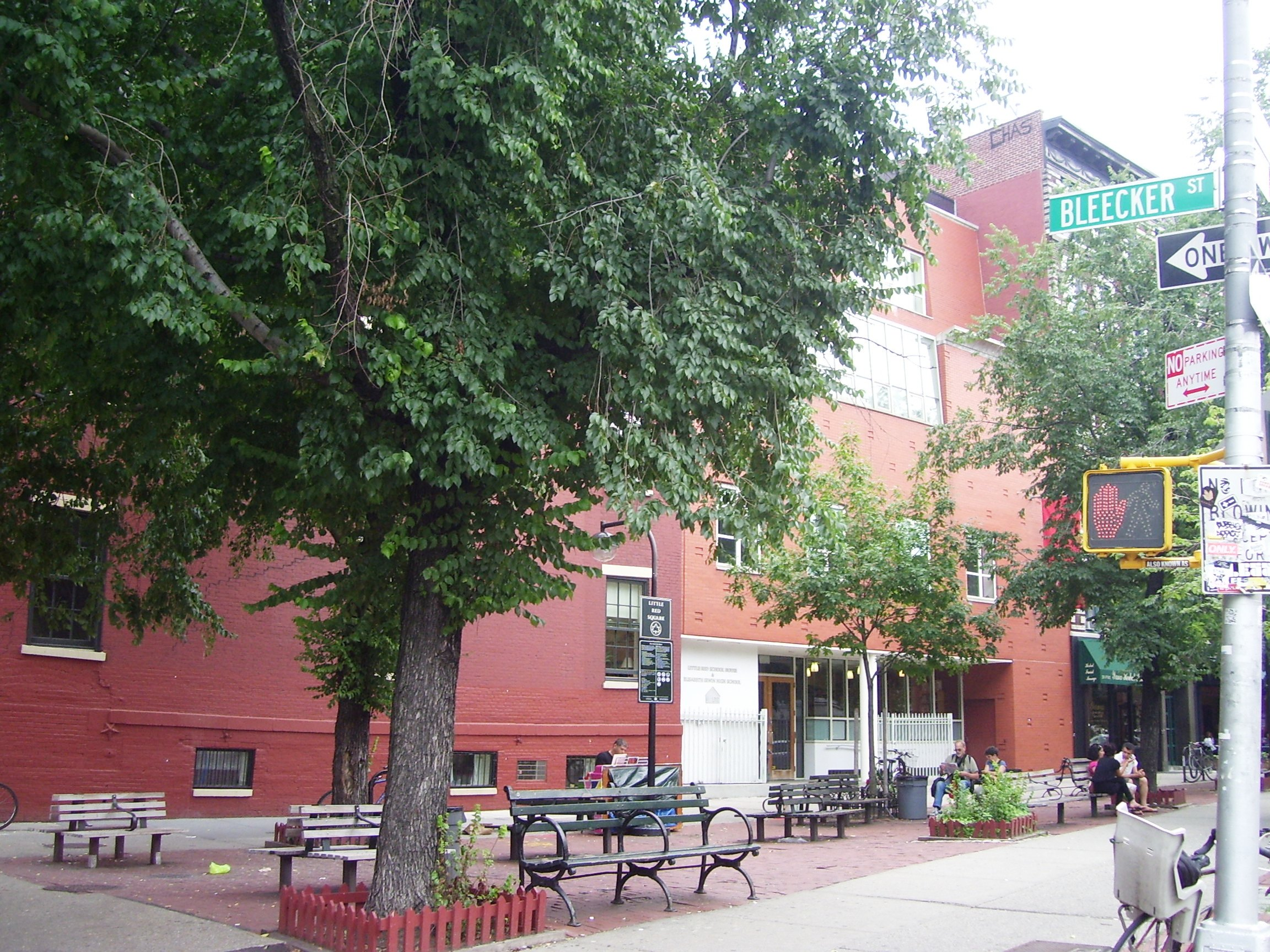
Little Red Square (Nova York) a la cantonada de la 6^{ena} Av. i Bleecker St. El seu nom deriva de la Little Red School House (LREI), els seus edificis es poden veure en segon pla.

Elisabeth Antoinette Irwin (Brooklyn, 29 d'agost de 1880 – Manhattan, 16 d'octubre de 1942) va ser psicòloga i educadora, fundadora de la Little Red School House o Institut Elisabeth Irwin, exemple de l'anomenada educació progressista. Es va declarar obertament lesbiana, vivint amb la seva parella, l'escriptora Katharine Anthony, amb qui va adoptar dues criatures. La seva influència va ajudar a transformar l'educació nord-americana a principis del segle xx.

## Vida i carrera professional
Irwin va néixer a Brooklyn, filla de William Henry Irwin, comerciant de cotó, i de Josephina Augusta Easton. Va estudiar al Packer Collegiate Institute i es va llicenciar en Arts al Smith College l'any 1903. Va estudiar periodisme i es graduà en psicologia l'any 1923 a la prestigiosa Universitat de Colúmbia. Fou membre del club intel·lectual feminista Heterodoxy, fundat l'any 1912 a Greenwich, notable per tot el que va aportar per al desenvolupament del feminisme radical i el dret al sufragi.
Va començar la seva carrera com a escriptora l'any 1905, sovint escrivint sobre la pobresa a la ciutat de Nova York. El 1910 va ser treballadora social per a l'Associació d'Educació pública nord-americana i, posteriorment, va treballar com a psicòloga.
L'any 1912 va començar a treballar revisant el currículum per als infants o pla d'estudis de l'escola Public School 41. Va fundar la Little Red School House a Manhattan l'any 1921, en un annex pintat de vermell (d'aquí el nom) de la Public School 61. La seva feina allà, segons descrivia un article al New York Times, fou un experiment per a demostrar que el programa més ampli i més actiu de les anomenades escoles progressistes es podia dur a terme a l'escola pública.
Va ser coautora d'un llibre sobre la reforma educativa necessària, un document important en la història del pensament educatiu, entusiasta i obert al canvi i a l'esperit de millora:
| « | (...) (l'escola) esperem que sempre sigui un lloc on les idees puguin créixer, on es tractarà l'heretgia com a veritat possible, i on els prejudicis disminuiran per falta de lloc per créixer. Esperem que sigui un lloc on la llibertat donarà lloc al pensament crític. | » |

Degut a retallades del finançament, semblava que aquest experiment es veuria truncat, però gràcies a un grup de pares i mares es va obtenir el suport econòmic necessari per obrir la seva pròpia escola. El mes de setembre del 1932, la Little Red School House té el seu propi edifici al carrer Bleecker. Al principi només es disposava d'educació primària, però l'any 1941 es va afegir una escola secundària i va néixer pròpiament la LREI (Little School Red House i Elisabeth Irwin High School). Irwin va dirigir l'escola fins a l'any 1942. Aquesta històrica i prestigiosa institució manté el seu compromís històric amb la justícia i la implicació social, preparant els seus estudiants per a una ciutadania activa.

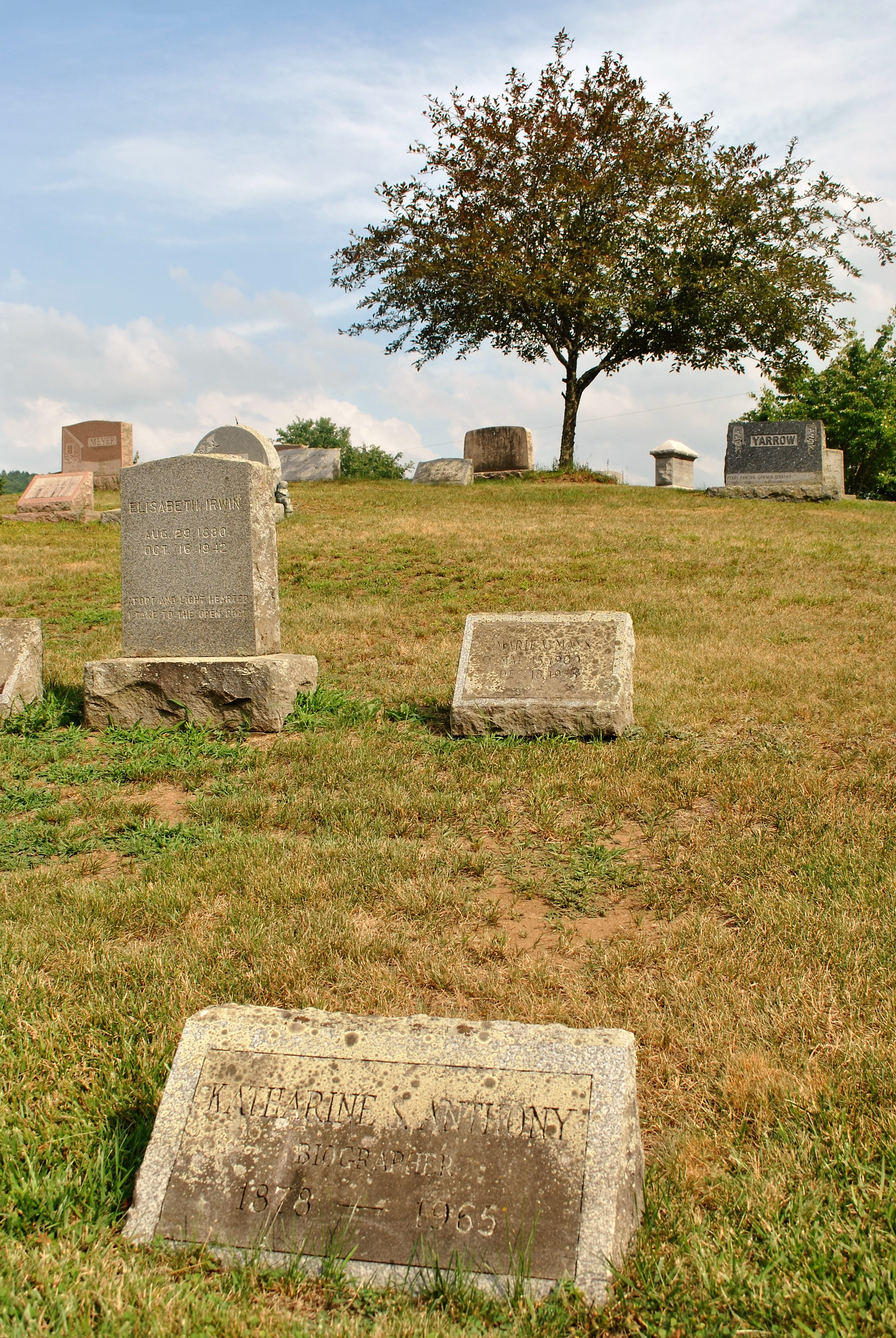
Morningside Cemetery, Gaylordsville, CT, Estats Units.

Elisabeth Irwin va morir a l'Hospital de Nova York el mes d'octubre de 1942. La van sobreviure la seva parella, Katharine Anthony, i les seves dues filles adoptades, Howard Gresens de Plandome, Nova York, i la Sra. R.O. Bogue de Pensacola, Florida. El seu funeral es va dur a terme a Gaylordsville, Connecticut, on ella i la seva parella tenien una casa d'estiueig, i on foren anomenades les "dames alegres de Gaylordsville". Allà resta enterrada amb la que fou la seva dona.

## Llegat
La Little Red School House va ser fundada a la ciutat de Nova York com un experiment conjunt educatiu públic-privat. Va ser dissenyada per posar a prova la idea que els principis de l'educació progressiva, promoguts des de principis del segle XX per John Dewey, es podien aplicar amb èxit a les escoles públiques més poblades i ètnicament diverses de la ciutat més gran del país. No obstant això, malgrat l'èxit de l'escola d'Irwin i l'interès que ha generat el seu treball en les idees, aquest mètode d'educació progressiva en la seva totalitat s'ha provat principalment en entorns petits i privats. Així i tot, diverses de les seves idees s'han adaptat a l'educació escolar pública. Elisabeth Irwin va donar molta importància a l'experimentació i revisió contínua, cal reinventar-se sempre, provant noves idees i trobant noves formes de fer més vàlides.
A la dècada de 1940, els estudiants de l'escola secundària de la Little Red School House van decidir que volien que aquesta adoptés el nom de la seva fundadora, Elisabeth Irwin, per això va passar a ser coneguda com a The Little Red School House i Elisabeth Irwin High School (LREI). Aquest centre està reconegut a nivell mundial, com demostra el fet que, al llarg dels anys, ha rebut milers de visitants que han volgut conèixer i observar tots els aspectes del seu programa.

## Principals publicacions[2]
- Irwin, Elisabeth Antoinette. 1913. A study of the feeble-minded in a west side school in New York city. Public Education Association of the City of New York.
- Irwin, Elisabeth Antoinette. 1915. Truancy: A study of the mental, physical and social factors of the problem of non-attendance at school. Public education association of the city of New York.
- Irwin, Elisabeth Antoinette. 1928. Fitting the School to the Child. The Macmillan Company.
- Irwin, Elisabeth Antoinette. 1941. And are we tough! (New York teacher). Bank Street College of Education.